# النفق (فلم 2009)
النفق (بالإنجليزية: The Tunnel) هو فيلم درامي جنوب أفريقي صدرَ عام 2009 من إخراج جينا باس.

## القصّة
يحكي فيلمُ النفق قصّةً وقعت في ماتابيليلاند خلال الثمانينيات حيثُ يتتبع الشابّة إليزابيث التي تُحبُّ اختراع الحكايات الطويلة. تصلُ إليزابيث إلى مفترقِ طرقٍ خطيرٍ ويتوجّب عليها حينها رواية أعظم قصة لها على الإطلاق: قصة ت عن قريتها وعن غرباء وأشباح وعن اليوم الذي حفر والدها فيه نفقًا إلى المدينة ورحلتها للعثور عليه. بينما تتكشَّفُ القصة، تشرعُ إليزابيث في البحث عن الحقيقة وتنسج معًا الحقيقة والوهم. لكن الواقع ليس بعيدًا ولإنقاذ قريتها يتعيّنُ على إليزابيث مواجهة هذا الواقع.